# Abdullah Naker

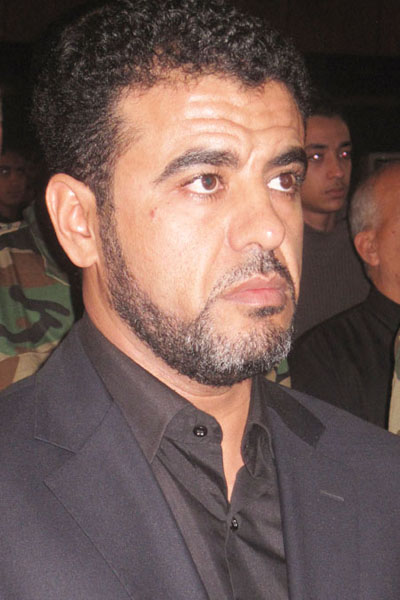
Abdullah Naker (2011)

Abdullah Naker (arabisch عبد الله ناكر, DMG ʿAbd Allāh Nākir; auch az-Zintani, * 1971 oder 1972 in az-Zintan, Libyen) ist der Vorsitzende des Revolutionsrates in Tripolis.
Naker arbeitete als Elektrotechnik-Ingenieur in Tripolis. Während des Bürgerkriegs in Libyen begab er sich in seine Heimatstadt, um sich dort den Aufständischen anzuschließen. Naker gilt als einflussreicher Kommandeur der Sintan-Brigade. Er ist bekannt für seine Gegnerschaft zu Abd al-Hakim Balhadschs, dem vormaligen Anführer der Libyschen Islamischen Kampfgruppe und derzeitigen Kommandeur des Militärrates in Tripolis.
Bei einer Pressekonferenz Anfang Oktober 2011 gab Naker an, der Revolutionsrat vereine 22.000 bewaffnete Kämpfer und kontrolliere 75 % der libyschen Hauptstadt. Nach seiner Darstellung kooperiert der Revolutionsrat mit dem Militärrat. Grund für die Gründung des Revolutionsrates sei gewesen, dass die Bevölkerung von Tripolis durch die derzeitige Regierung marginalisiert werde. Am 18. November drohte er an, seine Männer würden die Regierung übernehmen, falls ihre Forderungen nach angemessener Repräsentation nicht erfüllt würden.
Am 31. Dezember 2011 drohte er die ägyptische Botschaft in Tripolis zu schließen, wenn Ägypten nicht den per Satellit empfangbaren Fernsehsender Great Jamahiriyah TV abstellt, der immer noch Gaddafi-Reden ausstrahlt. Der über einen ägyptischen Nilesat-Satellit empfangbare Sender soll von Geschäftsleuten finanziert werden, die weiterhin loyal zu Gaddafi stehen. Anfang Januar kündigte er die Gründung einer politischen Partei an.